# Sneakpreview
Een sneakpreview (Engels voor stiekeme voorvertoning) is de vertoning van een film, of ook van andere zaken, nog voordat deze officieel in première is gegaan en zonder dat de bezoekers vooraf weten welke film gedraaid wordt.
Het houden van een sneakpreview kan een middel zijn voor een filmproductiemaatschappij om te testen hoe hun nieuwe film valt bij het publiek, zonder daarbij het risico te lopen dat er onmiddellijk recensies volgen die mogelijk niet positief zijn. Ook kan het middel gebruikt worden om uit te vinden wat de beste doelgroep is voor de film, zodat daar bij de reclamecampagne op ingespeeld kan worden.
In 1992 introduceerde Filmtheater Kriterion het sneakpreviewconcept in Nederland. Inmiddels worden in circa 75 Nederlandse bioscopen sneakpreviews gehouden, meestal eens per week. Het tarief is vaak lager dan voor reguliere voorstellingen.
De term sneakpreview heeft ook ingang gevonden bij andere zaken waar een beperkt publiek kennis van kan nemen vóór de officiële presentatie. Zo organiseerde de Efteling, samen met Nickelodeon, in 2010 een wedstrijd met als prijs deelname aan een sneakpreview voor de nieuwe attractie Joris en de Draak.